# Tareas domésticas

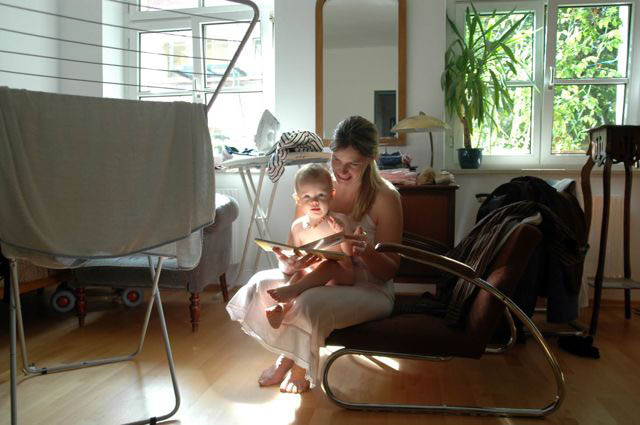
Madre leyendo un cuento a su hijo entre el tendedero y la tabla de planchar, 2007.

Las tareas domésticas o tareas del hogar son las labores que se efectúan regularmente en el hogar, tales como cocinar, poner y servir la mesa, limpiar, ordenar, realizar la compra diaria u otras compras, pagar las cuentas, realizar el mantenimiento del equipamiento doméstico o la crianza de los hijos y las personas dependientes. También implican la gestión del dinero asignado para tales usos en la familia (economía doméstica) y, por extensión, puede aludir a tareas similares fuera del ámbito doméstico, como las que aseguran el funcionamiento de una oficina u organización, así como al mantenimiento de sistemas de almacenamiento informático. Estos quehaceres pueden estar sujetos o no a retribución.
Las mujeres de los estratos sociales bajos han desempeñado históricamente la mayoría de las labores del hogar relacionadas con la alimentación de la familia, la limpieza de la casa, el cuidado de la ropa y la vestimenta, además de la crianza de los hijos y su educación así como el cuidado de ancianos y enfermos, en ocasiones en el contexto de un sistema esclavista. La incorporación de la mujer al trabajo y la emancipación de la mujer han alterado la condición femenina en relación con las tareas domésticas provocando el reparto de tareas con los hombres así como la consideración social del trabajo reproductivo realizado por las mujeres. Los quehaceres domésticos son desempeñados asimismo por trabajadores profesionales contratados ex profeso como, por ejemplo, las empleadas de hogar, cuidadores, cocineros, etcétera.[cita requerida]

## Realización del trabajo doméstico

### Delama de casaa la reivindicación del trabajo reproductivo
El tradicional reparto de tareas por sexos de la sociedad preindustrial asignaba a la mujer, como ama de casa, la mayor parte de esas de tareas, de modo que se consideraban tareas propias de su sexo, y en la indicación administrativa de la ocupación se recogía como sus labores. En los estudios feministas y economía marxista en relación con la desigualdad de género se utiliza la expresión trabajo reproductivo. La condición de trabajo de estas actividades no lleva consigo la condición de empleo, al no entrar en el mercado de trabajo, con lo que tampoco conlleva las cotizaciones y protección social correspondiente (seguridad social, seguro de desempleo, seguro de enfermedad, jubilación, etc.).

### Tareas domésticas desarrolladas por empleados
Las tareas domésticas también pueden ser realizadas por empleados (tradicionalmente llamados "criados" o "fámulos" por su condición cuasifamiliar ─familia ancilar─) que, en condiciones sociales preindustriales eran esclavos o siervos, por lo que en algunos países se sigue utilizando la expresión servidumbre para denominarlos genéricamente aunque sean asalariados. Habitualmente son mujeres (sirvientas).
En las "grandes casas" (great houses) propias de la era victoriana y eduardiana (la Inglaterra del siglo XIX y comienzos del siglo XX, cuyas costumbres domésticas se divulgan en las novelas de las hermanas Bronte y Conan Doyle, películas como Rebeca o series de televisión como Arriba y Abajo y Downton Abbey), un ama de llaves o gobernanta era la persona empleada para llevar una casa y al personal doméstico. Según el Libro de Gestión de Hogares de la señora Beeton (Mrs Beeton's Book of Household Management, Londres, 1861), el ama de llaves es el segundo al mando en la casa y excepto en los establecimientos grandes, donde hay un mayordomo, el ama de llaves debe considerarse a sí misma como representante inmediata de la dueña de la casa.

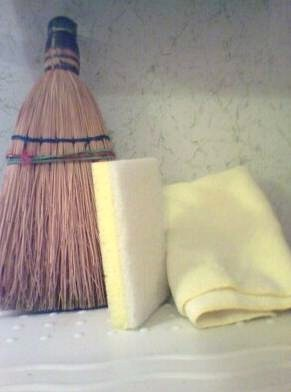
Escoba, estropajo y bayeta, algunas de las herramientas necesarias para realizar las tareas domésticas de limpieza.

## Lista de tareas domésticas
- Tareas de cocina
- Limpieza
- Limpieza doméstica
- Hacer la cama
- Lavado de la ropa
- Lavandería
- Lavadora
- Tendido de la ropa
- Tendedero
- Secadora
- Planchado
- Lavar platos
- Lavavajillas
- Limpieza de suelos en
- Fregona
- Barrido
- Limpieza del polvo
- Plumero
- Aspiradora
- Limpieza de cristales
- Limpiacristales
- Robot doméstico Bricolaje
- Menaje del hogar
- Gastos